# Juan José Blanco
Juan José Blanco Dini (Las Piedras, Canelones, Uruguay) es un jugador uruguayo de fútbol que se desempeña como volante de marca y juega actualmente en el Central Español de la Segunda División Profesional de Uruguay

## Trayectoria deportiva
| Club                    | País    | Año             |
| ----------------------- | ------- | --------------- |
| Juventud de Las Piedras | Uruguay | 2003 - 2005     |
| Club Atlético Peñarol   | Uruguay | 2006            |
| Liverpool Fútbol Club   | Uruguay | 2007            |
| Juventud de Las Piedras | Uruguay | 2007            |
| UE Lleida               | España  | 2007 - 2008     |
| CF Balaguer             | España  | 2008 - 2009     |
| Mallorca B              | España  | 2009            |
| Cerro Largo             | Uruguay | 2010            |
| Montevideo Wanderers    | Uruguay | 2011            |
| Cerro Largo             | Uruguay | 2012 - 2013     |
| El Tanque Sisley        | Uruguay | 2014            |
| Central Español         | Uruguay | 2014 - presente |